# George Curzon

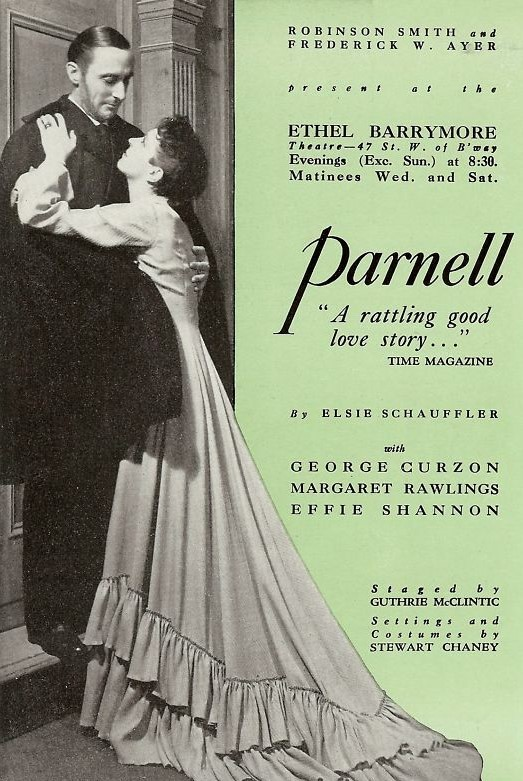
George Curzon e Margaret Rawlings na peça Parnell (1935-1936)

George Curzon (nasceu Chambré George William Penn Curzon; 18 de outubro de 1898 – 7 de maio de 1976) foi um comandante da Marinha Real Britânica e ator.

## Filmografia selecionada
- Escape (1930)
- Chin Chin Chinaman (1931)
- The Impassive Footman (1932)
- Murder at Covent Garden (1932)
- Her First Affaire (1932)
- After the Ball (1932)
- Strange Evidence (1933)
- Trouble (1933)
- The Scotland Yard Mystery (1934)
- Java Head (1934)
- The Man Who Knew Too Much (1934)
- Lorna Doone (1934)
- Two Hearts in Harmony (1935)
- Sexton Blake and the Bearded Doctor (1935)
- Widow's Might (1935)
- Admirals All (1935)
- Sexton Blake and the Mademoiselle (1935)
- Whom the Gods Love (1936)
- The White Angel (1936)
- Young and Innocent (1937)
- A Royal Divorce (1938)
- Sexton Blake and the Hooded Terror (1938)
- Strange Boarders (1938)
- Q Planes (1939)
- The Mind of Mr. Reeder (1939)
- Jamaica Inn (1939)
- Jassy (1947)
- Uncle Silas (1947)
- The First Gentleman (1948)
- That Dangerous Age (1949)
- For Them That Trespass (1949)
- Sing Along with Me (1952)
- The Cruel Sea (1953)
- Harry Black (1958)
- Woman of Straw (1964)